# Louis Bazerque
 (novembre 2013).
Si vous disposez d'ouvrages ou d'articles de référence ou si vous connaissez des sites web de qualité traitant du thème abordé ici, merci de compléter l'article en donnant les références utiles à sa vérifiabilité et en les liant à la section « Notes et références ».
Louis Bazerque, né le 9 mai 1912 à Toulouse (Haute-Garonne) et mort le 10 décembre 1992 dans la même ville, est un homme politique français. Il est maire SFIO de la ville de Toulouse d'octobre 1958 à mars 1971.

## Biographie
Résistant, membre du conseil municipal de Raymond Badiou, il est désigné pour le remplacer en 1958, lorsque celui-ci abandonne ses mandats pour protester contre le ralliement de la SFIO à Charles de Gaulle. Il trouve alors une ville gérée prudemment par une majorité socialiste et centriste qu'il souhaite moderniser, en l'adaptant à l'automobile, à la construction en hauteur devant l'urgence de la croissance démographique et la rapidité du développement industriel de l'aéronautique.
En dix années la commune réaménage toute sa voirie ses réseaux (y compris de transport) et il s'y construit 40 000 logements dont une large part en compromis entre la mairie et les promoteurs. Après les cités André Daste et d'Empalot et face au projet de Colomiers conduit par son collègue du conseil général Eugène Montel, Louis Bazerque lance le projet contesté du Grand Mirail sous la responsabilité architecturale de Georges Candilis, l'un des principaux disciples de Le Corbusier. Symbole d'accession des classes moyennes au logement confort (eau chaude et électricité), ce quartier prolonge l'urbanisation de la ville vers le sud-ouest.
Le développement de la commune et de ses services, le relais d'un certain clientélisme, l'appui centriste de son adjoint aux affaires sociales Pierre Baudis, lui permettent des réélections faciles contre les Gaullistes, qui ne parviennent pas à s'implanter réellement, et contre le PCF ou le PSU de l'ancien maire (Badiou). Toutefois, la lenteur de certains projets (allées Jean Jaurès, Mirail) et des difficultés politiques (tensions dans sa majorité à la succession de Montel au conseil général en 1966, effondrement de la SFIO après un Mai 68 qui stimule le PSU local, et surtout rupture avec le centre droit) conduisent à sa défaite aux municipales de 1971. Il est en effet mis en ballotage difficile par son propre adjoint de centre droit, Pierre Baudis qui, au second tour, profitant de bons reports à droite, lui succède comme maire de la ville.